# Corona della regina Maria

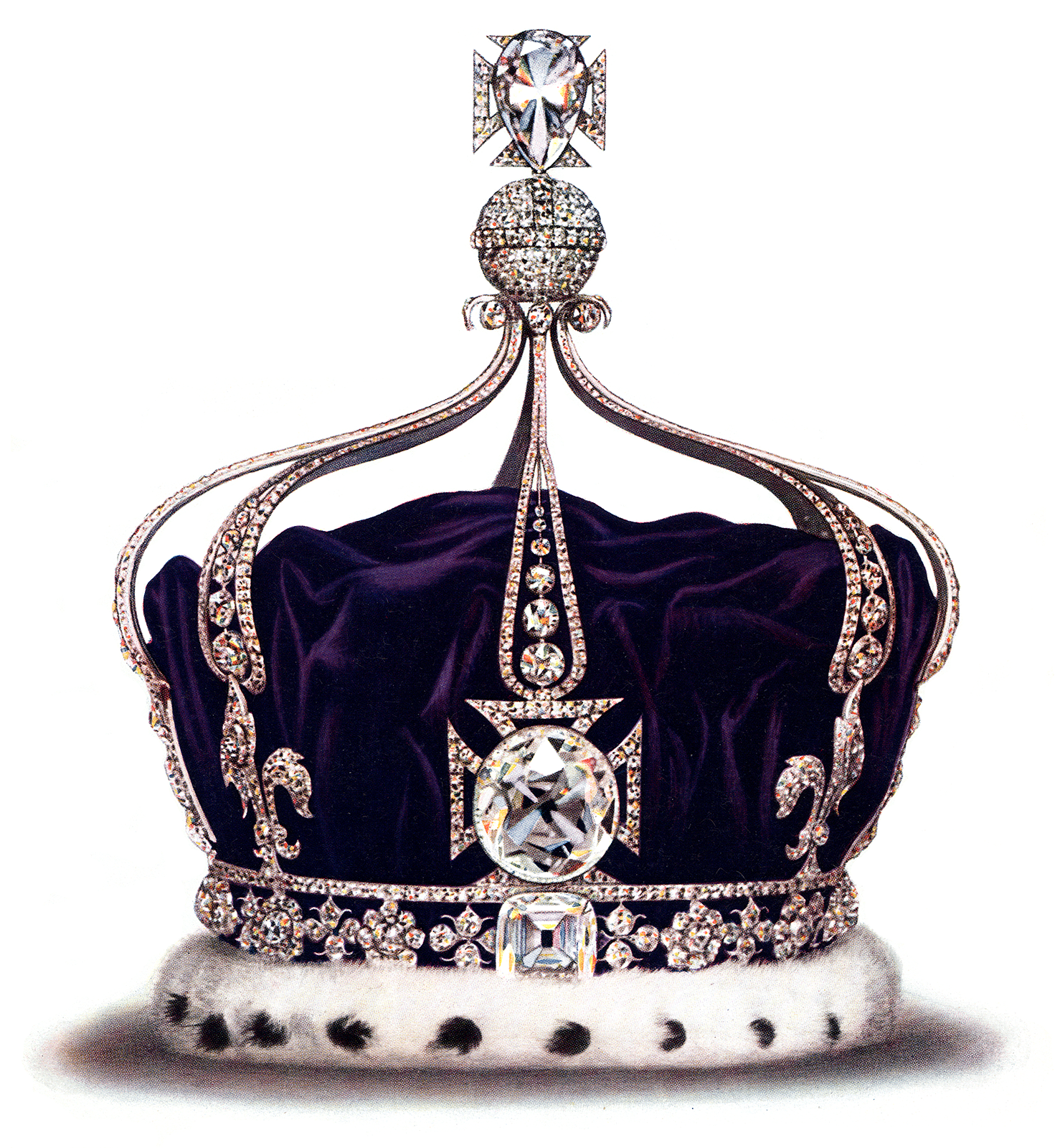
Corona della regina Maria di Teck

La corona della regina Maria è una corona dei gioielli della Corona inglese, realizzata nel 1911 per Maria di Teck, regina consorte di re Giorgio V del Regno Unito.
La corona, prodotta da Garrard & Co. a Londra, contiene circa 2 200 diamanti. Conteneva anche il celebre diamante Koh-i-Noor e i diamanti Cullinan III e Cullinan IV. Nel 1914 sono stati sostituiti da repliche in cristallo.

## Descrizione

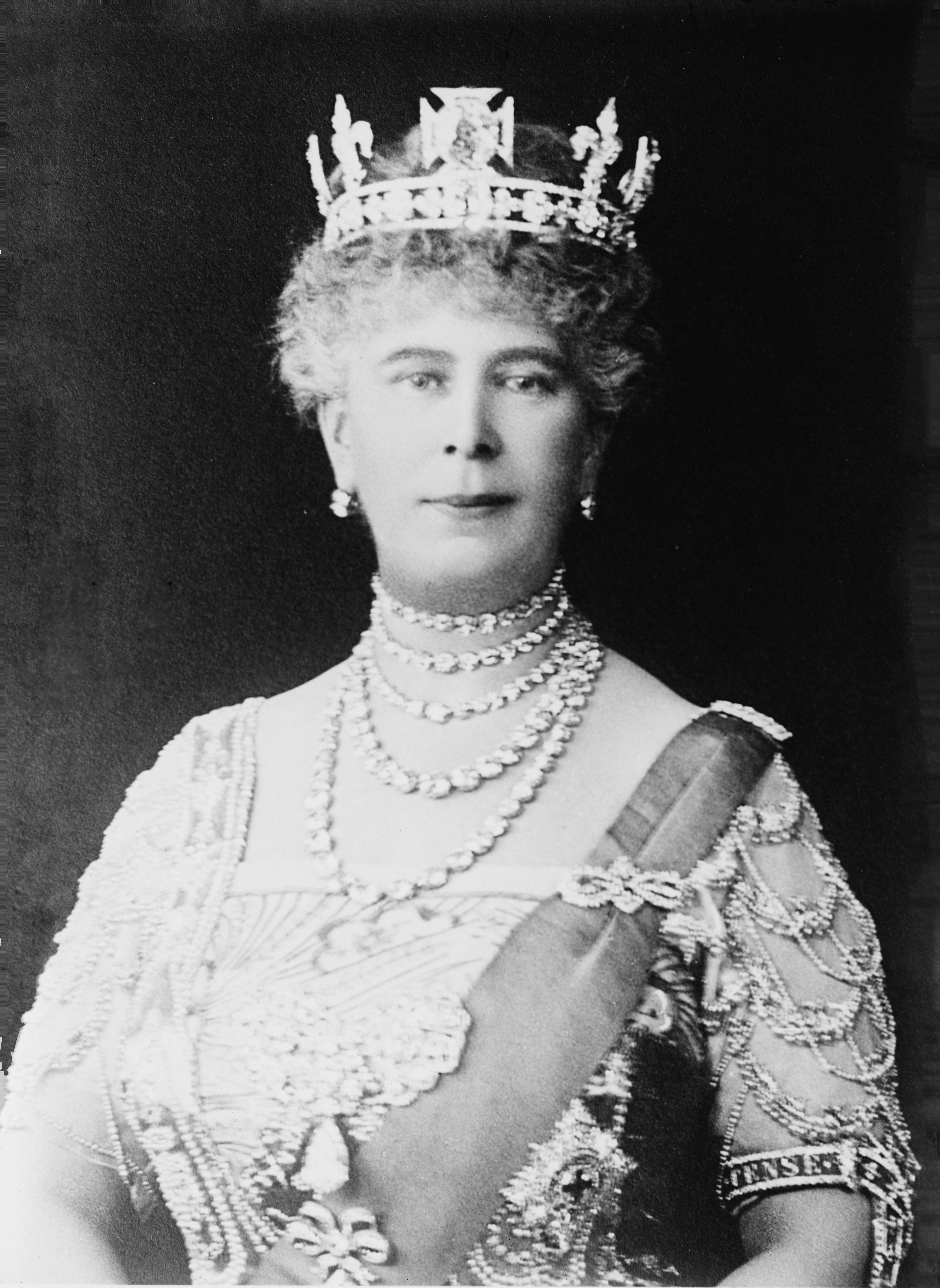
La regina Maria con la corona priva di archetti.

La corona della regina Maria si ispira in larga parte alla corona della regina Alessandra, ma è più alta. A differenza di molte altre corone, è stata appositamente costruita in modo che gli otto archetti possano essere rimossi, così da consentire di indossare solo il circolo.
Molte delle pietre utilizzate per la sua realizzazione sono state ottenute dalla precedente corona della regina consorte, le quali sono state nuovamente rimosse e riutilizzate nel 1937 per la costruzione della corona della regina Elisabetta, moglie di Giorgio VI del Regno Unito.

## Uso successivo

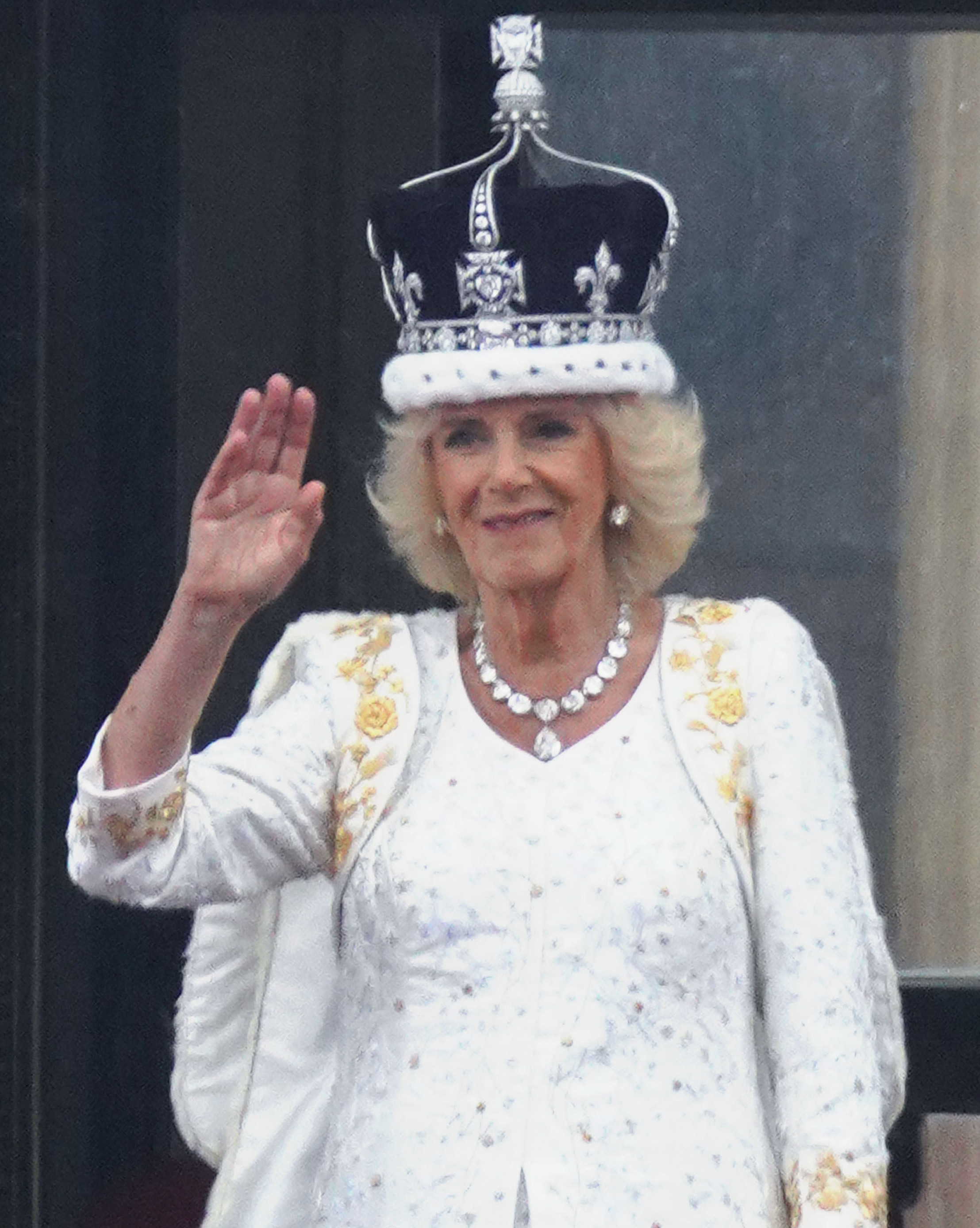
La regina consorte Camilla indossa la corona durante l'incoronazione nel 2023.

La regina Maria ha utilizzato il circolo della sua corona per l'incoronazione di Giorgio VI e per le cerimonie con sua nipote, Elisabetta II del Regno Unito. Dopo la morte di Maria, avvenuta il 24 marzo 1953, la sua corona non fu più utilizzata per i successivi 70 anni.
Dopo la morte di Elisabetta II e la conseguente ascesa al trono di Carlo III, la corona è stata adattata e riutilizzata per l'incoronazione della regina consorte Camilla, moglie di Carlo, il 6 maggio 2023 all'abbazia di Westminster, con la presenza di soli quattro archetti anziché otto e l'aggiunta di diamanti derivati dal Cullinan.